# Fibuloides trapezoidea
Fibuloides trapezoidea là một loài bướm đêm thuộc họ Tortricidae. Nó được tìm thấy ở Quý Châu ở Trung Quốc.
Nó tương tự như Fibuloides cyanopsis về hình dáng của uncus và socius.
Cánh trước có chiều dài 6,5 mm. 